# Joseph Smitherman
Joseph Thomas "Joe" Smitherman (Alberta, 24 de diciembre de 1929 - Selma, 11 de septiembre de 2005) fue un político estadounidense que sirvió durante más de 35 años como alcalde de Selma, Alabama. Estuvo en el cargo durante el  Domingo Sangriento por parte del Movimiento de Derechos Civiles.

## Biografía
Smitherman nació en Alberta, Alabama. Su familia se mudó a Selma, donde se graduó de la escuela secundaria. Smitherman trabajó como guardafrenos de ferrocarril antes de unirse al ejército de los Estados Unidos durante la Guerra de Corea. Tras el alta, abrió una tienda de electrodomésticos. En 1960, ganó un escaño en el Ayuntamiento de Selma. Fue elegido alcalde en 1964. Renunció en 1979 y fue sucedido por el presidente del Consejo Carl Morgan (m. 2006). Un año después regresó a la oficina, derrotando al alcalde Morgan en una carrera a tres bandas. Sirvió cinco mandatos más hasta las elecciones de alcalde de 2000, cuando perdió ante James Perkins, Jr., el primer alcalde afroamericano de Selma, que se postuló bajo el lema "Joe's Got To Go" (Joe tiene que irse).
En su carrera política temprana en la década de 1960 estaba a favor de la segregación y, de manera controvertida, se refirió a Martin Luther King como "Martin Luther Coon" en una entrevista televisada de 1965. Lo explicó como un desliz de la lengua. Después de que los afroamericanos obtuvieron el derecho al voto, nombró a varios funcionarios afroamericanos para altos cargos municipales. Obtuvo suficiente apoyo entre la población afroamericana para permanecer en el cargo. Se refirió con orgullo a su importante apoyo en la comunidad afroamericana.
En el momento de la marcha de Selma se le consideraba un moderado y no cercano al juez James Hare o al alguacil Jim Clark quienes ordenaron y llevaron a cabo el operativo policial contra los manifestantes. Smitherman ordenó a la policía de la ciudad que usara la fuerza contra los manifestantes, pero el director de seguridad, Wilson Baker, desobedeció la orden. Antes de las marchas, había rechazado la posibilidad de formar un comité de reconciliación birracial.
Más tarde afirmó que siempre había sido racialmente tolerante y que era solo el clima político que lo rodeaba lo que lo obligaba a trabajar en contra del movimiento de derechos civiles, pero que realmente había estado a favor del cambio.

## Fallecimiento
En el momento de su muerte, Smitherman se estaba recuperando de una cirugía de cadera y tenía problemas cardíacos. El edificio histórico Joseph T. Smitherman en Selma recibe su nombre en su honor.